# リトルパイレーツ
『リトルパイレーツ』は、コナミとオリンピアが共同開発し、1998年7月に販売されたパチスロ機。
『パロディウス』シリーズをモチーフにしており、同作のキャラクターが筐体パネル・リールに使用されている。

## キャラクター
- あいつ
- ペン太郎
- モアイ
- ペンギンノフスキー